# Stol
 Ovo je glavno značenje pojma Stol. Za druga značenja pogledajte Stol (razdvojba).
Stol je komad namještaja koji ima radnu površinu za obavljanje raznih aktivnosti. 
Stolovi imaju noge (najčešće četiri) na kojima stoji radna površina, tako da je on podignut od poda. Uglavnom je predviđen za više osoba, ali može biti i za jednu osobu. Stolovi su dijelovi namještaja koji se mogu micati, ali postoje i stolovi koji su učvršćeni za pod ili za zid. Obično se oko njih raspoređuju stolice za sjedenje, a mogu biti i stolovi kraj kojih se stoji. Stolovi mogu biti raznih veličina pa i sklopivi (za kampiranje i sl.). 
Dijele se prema namjeni ili prema materijalu od koga su napravljeni, u većini slučajeva drveni, ali sve više se koriste plastični stolovi, stakleni ,željezni pa i kameni.
Stolove su među prvima koristili Egipćani i Kinezi. Stari Grci i Rimljani dodatno su usavršili stolove i proširili njihovu upotrebu.